# Hörbuchverlag
Ein Hörbuchverlag ist ein Medienunternehmen, das Hörbücher und Hörspiele kommerziell vermarktet.

## Geschichte
Die ersten Hörbücher die eine größere Bekanntheit erlangten, entstanden in den 1920er Jahren und fanden ihre Ursprünge in den Hörspielen, die sich parallel zur Verbreitung des Radios entwickelten. Mit der zunehmenden Industrialisierung konnte sich in der Folge in Deutschland ein Markt für Tonaufnahmen herausbilden. Nach dem Zweiten Weltkrieg war die Deutsche Grammophon das erste Unternehmen, das in Kooperation mit dem Theater Hörbücher produzierte. Eine Zusammenarbeit mit den Rundfunkanstalten, die den Hörbuchproduktionen einen großen Fundus an Archivaufnahmen bereitstellen konnten, fand erst ab 1972 statt. Die Deutsche Grammophon brachte mit dem Luchterhand Verlag und der ARD eine avantgardistische Hörbuch-Reihe heraus, die jedoch bald auf Grund des finanziellen Misserfolgs eingestellt werden musste. In den folgenden Jahren sollten andere Produktionen dasselbe Schicksal erleiden. Cotta’s Hörbühne, die gemeinsam mit dem SWF entwickelt wurde, scheiterte und auch die Reihe Literatur für Kopfhörer des Rowohlt Verlags konnte sich beim Konsumenten nicht durchsetzen.
Dennoch bildete die gemeinsame Arbeit der Deutschen Grammophon, des Luchterhand Verlags und der ARD die Grundlage für zukünftige fruchtbare Kooperationen von Plattenfirmen, Buchverlagen und Rundfunkanstalten. Nach diversen Fehlstarts auf diesem Marktsegment konnte der Goldmann Verlag in Zusammenarbeit mit dem WDR 1990 Krimihörspiele veröffentlichen, die erstmals eine Auflage von 30.000 Exemplaren erreichten. Nachdem Hörbücher lange Zeit eine Domäne des Schallplattenhandels waren und sich hauptsächlich auf die Zielgruppe Kinder und Jugendliche beschränkten, kam es in den folgenden Jahren zu einem Gründungsboom von Buchverlagen, die sich nun auf Hörkassetten und -CDs spezialisierten. Im Jahr 1993 schlossen sich mehrere Literaturverlage zusammen (Hanser, Suhrkamp, Kiepenheuer & Witsch, Klett-Cotta, S. Fischer, Rowohlt, der österreichische Bundesverlag, Schott Musik International und der Verlag der Autoren) und gründeten den Hörverlag in München als gemeinsame Tochterfirma. Immer mehr Verlage versuchen seitdem Hörbucheditionen in ihr Programm aufzunehmen, sich an anderen Hörbuchverlagen zu beteiligen oder eigene Imprint-Verlage zu gründen. 2005 gab es rund 500 Verlage in Deutschland, die sich ausschließlich auf den Vertrieb von Hörbüchern spezialisierten oder dieses Medium mit in ihr Verlagsprogramm aufnahmen.